# Rága

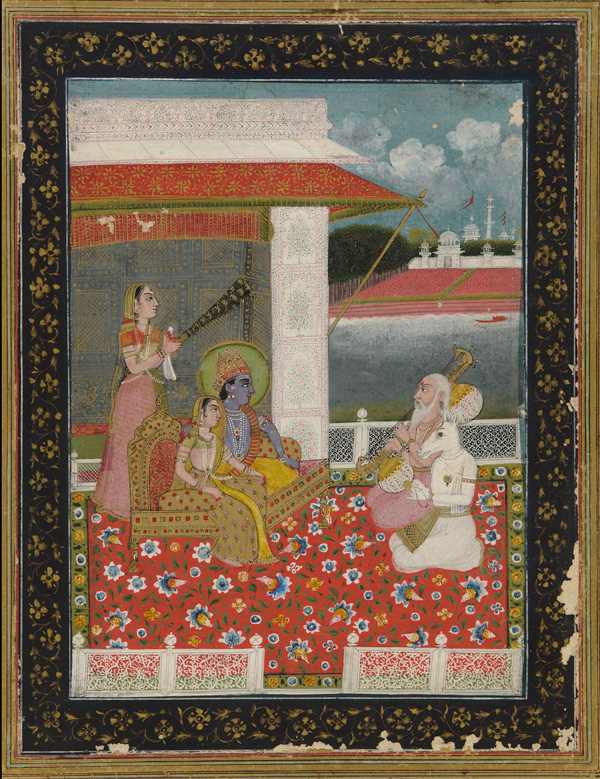
Rága Šrí - Koncert pro Rádhu a Kršnu, Rágamála, devatenácté století

Rāga (tamilsky இராகம், kannadsky ರಾಗ, hindsky राग, lit. "barva", "nálada" nebo někdy překládáno jako "to, co barví mysl"), v moderní výslovnosti rág. Rága není stupnicí, ale obsahuje uspořádané sekvence tónů. Není ani čistou improvizací, jak je někdy nesprávně chápána. Je spíše kompozicí s danou strukturou avšak dostatečným prostorem pro interpretaci a improvizaci. Každá rága je asociována s určitou částí dne, případně ročním obdobím. Zachycuje nálady, jemné emoční stavy.

## Povaha rágy
योऽसौ ध्वनिविशेषस्तु स्वरवर्णविभूषितः ।
रञ्जको जनचित्तानां स च राग उदाहृतः ।।
"To, co je dhváni, je pokryto svárami (notami), je z určité varny a je příjemné pro mysl lidí se nazývá rāga" – Matanga Muni, z Brihaddéši

## Noty indické hudby

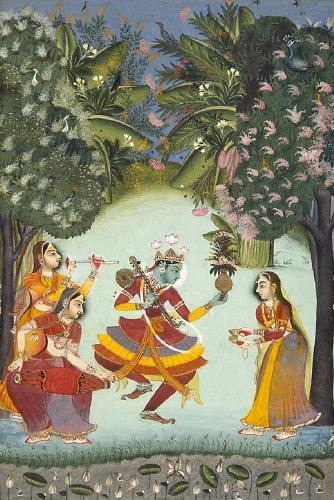
Vasant Ráginí, Rágamála, Rádžput, Kota, Rádžastán. 1770. Vasant je jarní rága. Malba zobrazuje Kršnu tančícího s pasačkami na tuto rágu.

| Karnatická hudba |         | Hindustánská hudba | Západní ekvivalent |
| ---------------- | ------- | ------------------ | ------------------ |
| Sa               |         | Sa                 | "C"                |
| Shuddha Ri       | "Ri 1"  | Komal Re           | "D♭"               |
| Chatusruti Ri    | "Ri 2"  | Shuddha Re         | "D"                |
| Shatsruti Ri     | "Ri 3"  | (Komal Ga)         | "D♯"               |
| Shuddha Ga       | "Ga 1"  | (Shuddha Re)       | "D"                |
| Sadharana Ga     | "Ga 2"  | Komal Ga           | "E♭"               |
| Antara Ga        | "Ga 3"  | Shuddha Ga         | "E"                |
| Shuddha Ma       | "Ma 1"  | Shuddha Ma         | "F"                |
| Prati Ma         | "Ma 2"  | Teevra Ma          | "F♯"               |
| Pa               |         | Pa                 | "G"                |
| Shuddha Dha      | "Dha 1" | Komal Dha          | "A♭"               |
| Chatusruti Dha   | "Dha 2" | Shuddha Dha        | "A"                |
| Shatsruti Dha    | "Dha 3" | (Komal Ni)         | "A♯"               |
| Shuddha Ni       | "Ni 1"  | (Shuddha Dha)      | "A"                |
| Kaisika Ni       | "Ni 2"  | Komal Ni           | "B♭"               |
| Kakali Ni        | "Ni 3"  | Shuddha Ni         | "B"                |

## Pravidla rágy
- 1) Rága musí mít alespoň pět not. (Jsou pouze dvě rágy o čtyřech notách, které jsou výjimkou.)
- 2) Rága by neměla mít notu ve dvou formách jdoucích bezprostředně po sobě. (Například S r g G g není správné, protože je Ga (G) a komal Ga (g) za sebou. Mohou být ale navázány následovně: S r g m G r g. Pochopitelně existují výjimky z tohoto pravidla.)
- 3) Rága musí mít čistý tón Sa.
- 4) Rága musí mít čisté Re, nebo Ga, nebo obojí.
- 5) Rága musí mít čisté Ma, nebo Pa, nebo obojí.
- 6) Rága musí mít čisté Dha, nebo Ni, nebo obojí.
- 7) Rága musí být příjemná pro posluchače.

## Rágy a jejich doby
Mnoho rág má předepsanou dobu, kdy by měly být hrány či zpívány. Má se za to, že právě při dodržení správné doby má rága největší efekt na mysl posluchače. V moderní době se však již od těchto pravidel upouští. Zvláště proto, že většina vystoupení dnes bývá ve večerních hodinách. I sami indičtí hudebníci náležící k hindustánskému hudebnímu směru adaptovali a adaptují mnoho karnatických rág, které nemají určenou dobu pro přednes, a jsou proto vhodné pro hraní v kteroukoliv denní dobu.
V klasickém pojetí hindustánské hudby je den rozdělen do osmi dob zvaných prahar po třech hodinách, ke kterým jsou přiřazeny příslušné rágy. Cyklus začíná brahma muhúrtou, začátkem dne podle védské tradice (96 minut před východem Slunce).
- první prahar 3.00 – 6.00
- druhý prahar 6.00 – 9.00
- třetí prahar 9.00 – 12.00
- čtvrtý prahar 12.00 – 15.00
- pátý prahar 15.00 – 18.00
- šestý prahar 18.00 – 21.00
- sedmý prahar 21.00 – 24.00
- osmý prahar 0.00 – 3.00

## Pojmy
- Svára: nota, tón rágy
- Ačal svára: nota, která se nemění, je to Sadja(C) nebo Pančam(G) Všechny ostatní noty mohou být změněny o půltón. (komal nebo tivra svára)
- Šuddha svára: pozice noty, která může být snížena o půltón. O půltón se mohou snížit pouze čtyři noty : Rišava(D), Gándhárá (E), Dhaivata(A) a Nišada(H).
- Vikrta svára: noty, které jsou sníženy, nebo zvýšeny o půltón. Snížené mají před svým názvem uvedeno komal(Komal Re, Komal Ga, Komal Dha a Komal Ni). Zvýšena může být pouze jedna nota ve stupnici a tou je Madhyama. Pokud je zvýšena o půltón má před názvem uvedeno tívra (Tívra Ma)
- Saptak: tóny v rozsahu jedné oktávy (Sa, Komal Re, Re…..Komal Ni, Ni)
- Sthána: oktáva v určité výšce, většinou se rozeznávají tři oktávy: spodní (Mandra Sthána), střední (Madhya Sthána) a horní (Tara Sthána)
- Aróha: vzestupném sekvence tónů rágy
- Avaróha: sestupném sekvence tónů rágy
- Svarúpa (nebo Pakkad): základní fráze rágy, melodie protínající celou kompozici
- Džáti: druh rágy podle počtu not v ráze ve vzestupném směru a sestupném směru

Pět not: audava
Šest not: sadava
Sedm not: sampúrna
Například má-li rága pět tónů ve vzestupném směru a sedm v sestupném její džáti je audava-sampúrna
- Vádí: základní a nejdůležitější nota rágy, někdy označovaná jako "král"
- Samvádí: druhá nejdůležitější nota rágy, někdy označovaná jako "královna", většinou leží o čtyři až pět tónů od vádí
- Bháva a rása: harmonie mezi vádí a samvádí, nálada a emoce způsobené poslechem rágy u posluchače
- Gat: fixní část rágy s předepsaným rytmem, kterou hudebník dále rozvíjí
- Tán: hudební fráze volně zařazená do kompozice rágy, střídá se s gatem

## Fáze přednesu rágy nasitár
- Alap: úvodní pomalá improvizační část rágy bez rytmu, ve které hráč představí základní tóny rágy a hlavní hudební figury, nejvíce se projeví zdatnost a přesnost hráče. Oproti klasické hře dnes zkracovaná[určitě?] část, klasicky však i jako samostatné vystoupení.
- Džod (nebo džor): navazuje na alap. Taktéž improvizační část, avšak stojící na střídání gatu a tánu, již v rytmu bez daného taktu.
- Džhala: rychlá improvizační pasáž, která většinou uzavírá rágu. Typické jsou rychlé kombinace úhozů na hlavní hrací strunu a rytmické struny čikarí.

## Rozdíly mezi hindustánskou a karnatickou rágou
Dva proudy klasické indické hudby, hindustánská a karnatická, mají oba své vlastní rágy. Některé mají podobné názvy, avšak struktura je odlišná. V severní Indii byly rágy rozděleny do deseti skupin zvaných thát Višnu Narayanem Bhatkande. Základní tháty jsou například Ašavari thát (aeolská stupnice), Bhairavi thát (frygická stupnice), Bilavali thát (iónská stupnice), Kafi thát (dórská stupnice), Kalyan thát (lydická stupnice), Khammaja thát (mixolydická stupnice). Jihoindická karnatická hudba používá starší a systematičtější systém rozdělení zvaný melakarta s hlavními třídami podle sedmdesáti dvou "rodičovských" rág. Celkově je v jižní Indii větší identifikace rágy se stupnicí než v Indii severní. Rágy byly v obou regionech předávány z učitele na žáka a tak se v různých regionech podstatně lišily. První kodifikace a standardizace se dočkaly teprve v desátém století ve spise Matangy Muniho jménem Brhadéši.

## Rāga-rāginí systém

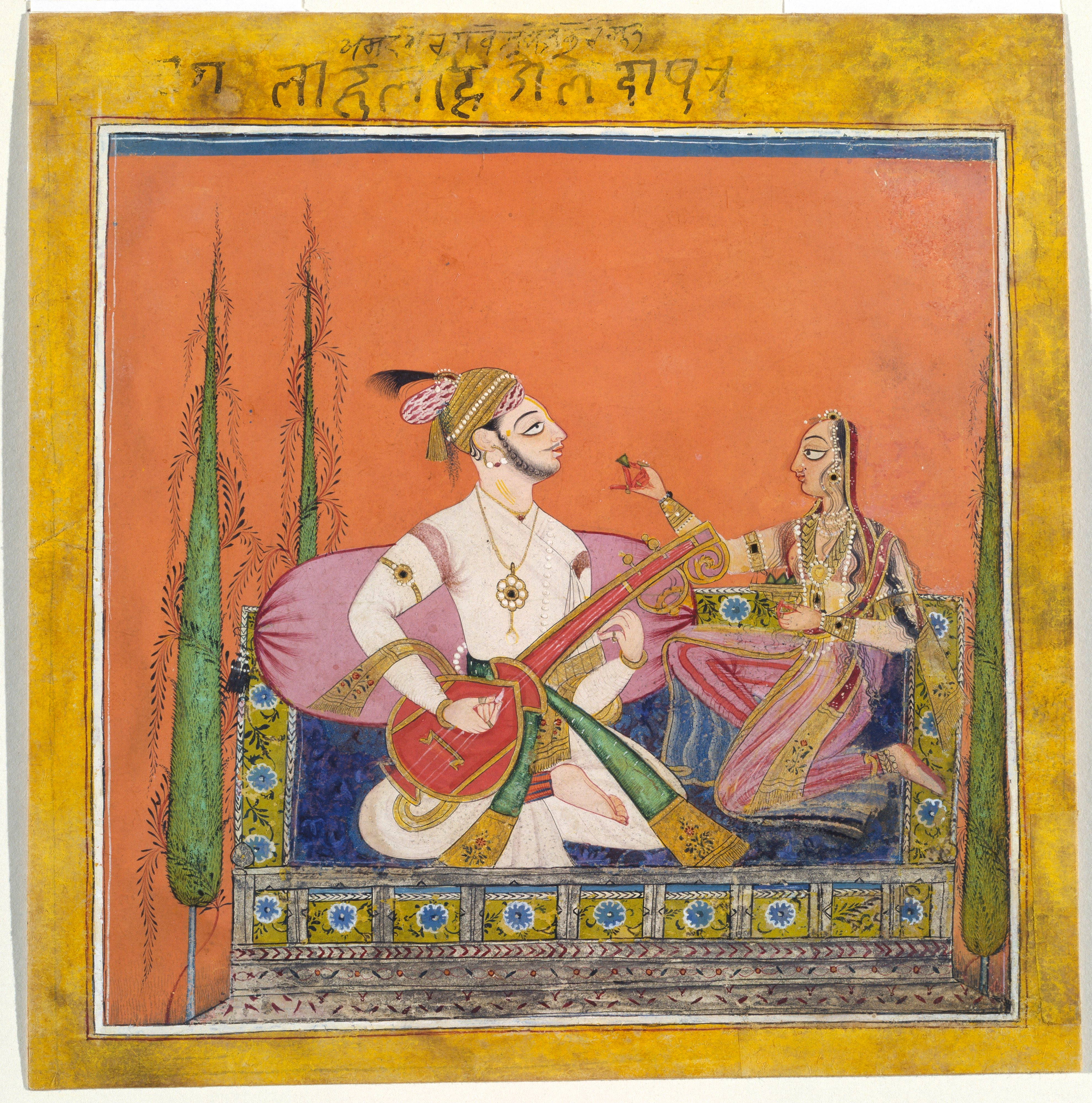
Bašohlská malba Ragaputry Velavaly, syna rágy Bhairava.

Rāga-rāginí je staré pojetí klasifikace rág používané mezi čtrnáctým až devatenáctým stoletím. Sestávalo ze šesti rág otcovských, šesti ráginí jako matek a mnoho dceřiných (či dle překladu spíše synovských) putra rág. Docházelo však k tvoření složitých genealogických stromů, kdy ve výsledku takříkajíc "papírově" příbuzní už neměli ve skutečnosti žádnou reálnou příbuznost. Proto se později od tohoto systému upustilo. V tomto systému byly rágy často ikonograficky zobrazovány jako božstva.

## Nejčastější rágy
Abhogi, Adana, Ahir Bhairava, Ahir Lalita, Alankarapriya, Anandi, Asavari, Bagesri, Bahar, Bairagi, Bangala, Basanta, Basanta Mukhari, Bhairava, Bhairavi, Bhankara, Bhatiyara, Bhimphalasi, Bhinna Sadja, Bhupa Kalyana, Bhupala Todi, Bhupali, Bihag, Bilas-Khani Todi, Bilavala, Candani Kedar, Chandrakauns, Charukesi, Chaya Nat, Darbari Kanhada, Des, Desakara, Desi, Dhani, Durga, Gaura Malhara, Gaura Saranga, Gaurakha Kalyana, Gujari Todi, Gunakri, Hamir, Hamsadhwani, Hemanta, Hindol, Hindoli, Janasam-mohini, Jaunpuri, Jaya Jayanti, Jhinjhoti, Jogiya, Kafi, Kalavati, Katyayani, Kaushikdhwani, Kedar, Khammaja, Kirvani, Lalita, Madhuvanti, Madhyamad Saranga, Malgunji, Malhara, Malkauns, Mand, Maru Bihaga, Marwa, Megha, Misra Gara, Multani, Namo Narayani, Nanda, Nata Bhairava, Pahadi, Patdipa, Pilu, Puriya, Puriya Dhanasri, Puriya Kalyan, Purvi, Ramakali, Ragesri, Sankara, Sivaranjani, Sohini, Sri, Subha Kalyana, Suddha Kalyana, Suddha Saranga, Syama Kalyana, Tilaka Kamod, Tilanga, Todi, Vibhasa, Vrndavani Saranga, Yaman, Yaman Kalyana